# Đajići
Đajići är en ort i Bosnien och Hercegovina.   Den ligger i entiteten Federationen Bosnien och Hercegovina, i den centrala delen av landet, 40 km sydväst om huvudstaden Sarajevo. Đajići ligger 299 meter över havet och antalet invånare är 110.
Terrängen runt Đajići är bergig åt sydväst, men åt nordost är den kuperad. Đajići ligger nere i en dal. Närmaste större samhälle är Konjic, 6,4 km nordväst om Đajići. 